# Reischekia
Reischekia es un género de arácnido  del orden Pseudoscorpionida de la familia Chernetidae.

## Especies
Las especies de este género son:
- Reischekia coracoides Beier, 1948
- Reischekia exigua Beier, 1976
  - Reischekia exigua exigua
  - Reischekia exigua sentiens
- Reischekia papuana Beier, 1965